# Jakow Matwejewitsch Gudkin
Jakow Matwejewitsch Gudkin (russisch Яков Матвеевич Гудкин; * 19. März 1905 in Smolensk, Russisches Kaiserreich; † 7. Oktober 1979) war ein sowjetischer Theater- und Film-Schauspieler sowie Estrada-Künstler.

## Herkunft und Laufbahn

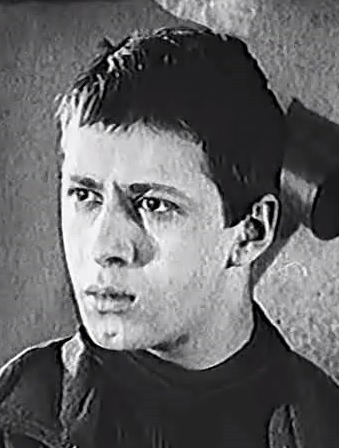
Jakow Gudkin in Dom w sugrobach (1927)

Jakow Gudkin war der Sohn von Matwei Georgijewitsch Gudkin († 1914) und Anna Sergejewna Gudkina († 1942). Seine Vorfahren waren Bauern, der Vater arbeitete als Färber. Nach dessen Tod ging der junge Jakow zusammen mit seinem älteren Bruder neben der Schule ebenfalls diesem Beruf nach. 1921 zog er von Smolensk nach Moskau, nahm dort am Proletkult-Programm teil und erhielt im Konservatorium Gesangsstunden. Seinen Lebensunterhalt verdiente Gudkin durch Arbeit in der Pressestelle des Komsomol-Zentralkomitees. 1922 verlegte er seinen Wohnsitz nach Petrograd, besuchte dort ebenfalls das Konservatorium und studierte zugleich Schauspiel. Hier begann auch die jahrelange Zusammenarbeit mit Friedrich Ermler, an dessen 1924 gegründetem Experimentellen Filmstudio Gudkin studierte. Zusammen mit anderen Kommilitonen trat er in Ermlers Debütfilm, der Dokumentation Скарлатина (Skarlatina), auf. Zuvor hatte der junge Nachwuchsdarsteller bereits drei kleine Rollen vor der Kamera gegeben, angefangen mit der Leskow-Adaption Комедиантка (Komediantka, 1923).
Bis Mitte der 1930er Jahre spielte Gudkin in allen Werken seines Mentors. Anfangs waren seine Charaktere entweder negativ belegt oder für die Handlungen nur nebensächlich, ab Обломок империи (Oblomok imperii, 1929) vollzog er jedoch einen Wandel zu gewichtigeren Rollen. Neben dem Wirken als Darsteller war Gudin ab 1930 auch ein Jahr stellvertretender Direktor des Filmstudios in Stalinabad und danach ein Jahr Assistent des Leiters des Zentralstudios für Dokumentarfilme. 1932 kehrte er nach Leningrad zurück. Den Wechsel zum Tonfilm konnte der dunkelhaarige Mime zwar vollziehen, aber seine Engagements wurden zunehmend unbedeutender, zumal auch Ermler ab dieser Zeit keine geeigneten Stellen für seinen ehemaligen Schüler fand. Sergei und Georgi Wassiljew wollten ihn zwar in ihrem Werk Tschapajew (1934) besetzen, nach mehreren nicht zufriedenstellenden Probeaufnahmen erhielt aber Leonid Alexandrowitsch Kmit die Rolle. Gudkin verlegte sein Tätigkeitsfeld verstärkt auf die Leitung der Schauspielerabteilung des Lenfilmstudios und die Bühnenarbeit beim Leningrader Jugendtheater. Dort trat er von 1932 bis 1941 auf, nur unterbrochen durch den Armeedienst zwischen 1939 und 1940. Mit Ausbruch des Deutsch-Sowjetischen Krieges wurde Gudkin mobilisiert und gehört der Künstlerbrigade der Marine an. Im Januar 1942 erlitt er aufgrund einer Bombendetonation eine schwere Gehirnerschütterung, die einen achtmonatigen Verlust des Sprechvermögens und starke Gedächtnisschwäche zur Folge hatte. Nach der Rekonvaleszenz bekleidete er bis zur Demobilisierung im August 1944 die Leitungsposition im Divisionsklub der 3. Garde-Schützendivision der 54. Armee der Leningrader Front. Anschließend nahm ihn Lenfilm wieder unter Vertrag, es ergab sich aber nur eine kleine Nebenrolle in Небесный тихоход (Nebesny tichochod, 1945). Am 25. Januar 1946 verließ Gudkin das Studio, war danach 16 Jahre als Estrada-Künstler aktiv und ging anschließend zum Theater der Kinodarsteller, das Lenfilm angeschlossen war. Bis zu seinem Tod folgten auf Nebesny tichochod nur noch sechs Filmauftritte, zuletzt 1974 in dem dreiteiligen Krimi Сержант милиции (Serschant milizii).

## Privates
Er war verheiratet und hatte zwei Töchter. Zu seinen engsten Freunden zählte der Schauspieler und Regisseur Waleri Michailowitsch Solowzow (1904–1977), ein Mitschüler Gudkins in Ermlers Studio und mehrfacher Filmpartner in den Folgejahren.

## Ehrungen
Gudkin war Träger folgender Auszeichnungen:
- Orden des Roten Sterns
- Medaille „Für die Verteidigung Leningrads“
- Medaille „Für die Verteidigung der sowjetischen Arktis“
- Medaille „Für die Verteidigung Moskaus“
- Medaille „Sieg über Deutschland“

## Filmografie (Auswahl)
- 1926: Die von der Straße leben (Katka bumasni ranjet)
- 1929: Der blaue Express (Goluboi ekspress)
- 1929: Обломок империи (Oblomok imperii)
- 1932: Встречный (Wstretschny)
- 1960: Die Dame mit dem Hündchen (Dama s sobatschkoi)
- 1963: Каин XVIII (Kain XVII)
- 1966: Tibul besiegt die Dickwänste (Tri tolstjaka)
- 1969: Snegurotschka